# Manderen-Ritzing
Manderen-Ritzing es una comuna francesa, situada en el departamento de Mosela, en la región del Gran Este.

## Historia
La comuna nueva fue creada el 1 de enero de 2019, en aplicación de una resolución del prefecto de Mosela del 20 de noviembre de 2018 con la unión de las comunas de Manderen y Ritzing, pasando a estar el ayuntamiento en la antigua comuna de Manderen.